# Prisc (historiador)
Prisc (en llatí Priscus, en grec Πρίσκος) fou un dels principals historiadors i sofistes romans d'Orient del segle v, conegut amb el malnom de Panites perquè era nadiu de Panium a Tràcia.
De la seva vida en general es coneix molt poca cosa, però se sap més del període en què fou ambaixador de Teodosi II a la cort d'Àtila (445-447). Més tard va negociar diversos acords per l'emperador Marcià a Egipte i Aràbia. Va morir el 471.
Va escriure sobre la seva ambaixada davant d'Àtila amb força detalls sobre la vida del rei dels huns, obra en vuit volums, segons Suides, que porta el títol de Ιστορία Βιζαντικὴ καὶ κατὰ ̓Αττήλαι (coneguda com la Història Bizantina) de la qual només una part es conserva. La seva descripció d'Àtila, la seva cort, i la recepció que van fer als ambaixadors romans és una font històrica valuosa, i els seus escrits són inusualment imparcials i objectius. Suides diu que també va escriure Μελεταὶ ̔Ρητορικαί, Declamationes Rhetoricae and Epistolae, obra que s'ha perdut. Jornandes i Juvenc, autor d'una biografia d'Àtila, van treure molta informació de l'obra de Prisc.